# Böja
Böja är en småort i Skövde kommun och kyrkby i Böja socken. Orten har 78 invånare (2023). I Böja ligger Böja kyrka från 1200-talet.